# Gradac (Hadžići, BiH)
Gradac je naselje u općini Hadžići, Federacija BiH, BiH.

## Stanovništvo
Nacionalni sastav stanovništva 1991. godine, bio je sljedeći:
ukupno: 249
- Bošnjaci - 237 (95,18%)
- Jugoslaveni - 6 (2,40%)
- ostali, neopredijeljeni i nepoznato - 6 (2,40%)